# Амфилохий Сидский

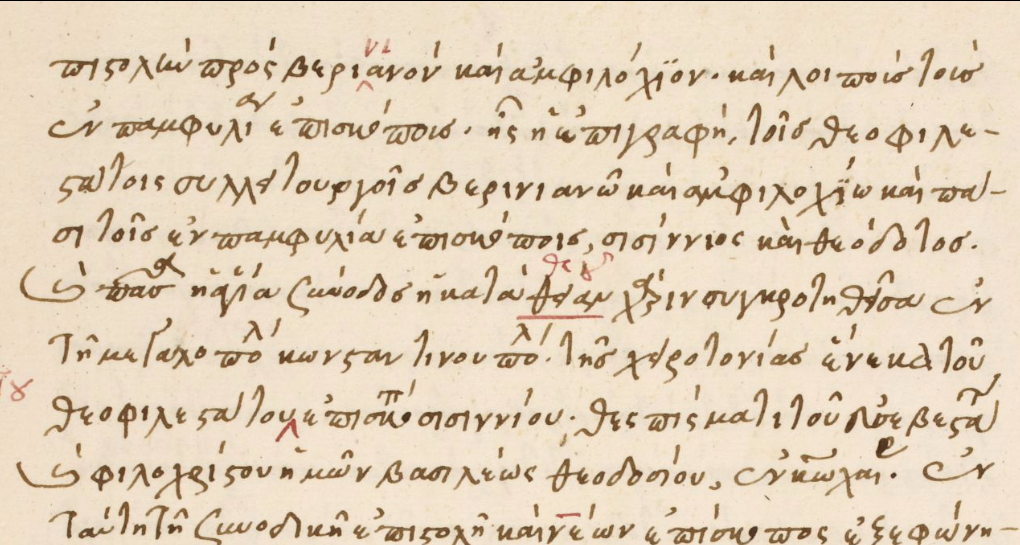
Сисиний Константинопольский и Феодот Антиохийский объединенное письмо Вериниану, Амфилохию и остальной части епископов Памфилии: «Τοῖς θεοφιλεστάτοις συλλειτουργοῖς Βερινιανῷ καὶ Ἀμφιλοχίῳ, καὶ πᾶσι τοῖς ἐν Παμφυλίᾳ ἐπισκόποις, Σισίννιος καὶ Θεόδοτος καὶ πᾶσα ἡ ἁγία σύνοδος ἡ κατὰ θεοῦ χάριν συγκροτηθεῖσα ἐν τῇ μεγαλοπόλει Κωνσταντινουπόλει τῆς χειροτονίας ἕνεκα τοῦ θεοφιλεστάτου καὶ ἁγιωτάτου ἐπισκόπου Σισιννίου, θεσπίσματι τοῦ εὐσεβεστάτου καὶ φιλοχρίστου ἡμῶν βασιλέως Θεοδοσίου ἐν κυρίῳ χαίρειν.» («Боговозлюбленным сослужителям Вериниану, Амфилохию, и всем в Памфилии епископам. Сисинний, Феодот, и весь священный собор, который благодатью Бога был собран в великом городе Константинополе для того, чтобы рукоположить боговозлюбленного и святого епископа Сисиния, прорицанием, благочестивого и любимого Христом, нашего императора Феодосия, в Господе радуйтесь»). Манускрипт XVI века. Фотий Константинопольский. Мириобиблион. Кодекс. 52. Постановления собора в Сиде против мессалиан. Британская библиотека.

Амфило́хий (др.-греч. Ἀμφιλόχιος; V век) — митрополит Сиды Памфилийской.

## Биография
К 425 году Амфилохий уже занимал кафедру города Сиде: в этом году или раньше архиепископ Константинопольский Аттик написал письмо епископу Амфилохию, в котором предлагал изгнать евхитов из Памфилии.
В начале 426 года в Константинополе состоялся собор, после которого архиепископ Антиохийский Феодот и архиепископ Константинопольский Сисиний I послали письмо Вериниану, Амфилохию и остальным епископам Памфилии, в котором было написано о том, что после отлучения от церкви еретиков мессалиан, если будет обнаружено, что кто-либо из клириков говорит или делает что-нибудь в следовании этой ереси, то он должен быть извержен из сана.
В 431 году Амфилохий участвовал в Эфесском соборе и анафематствует Нестория. На седьмом заседании этого собора епископ Иконийский Валериан и епископ Сидский Амфилохий предложили рассмотреть в общем собрании вопрос о мессалианах, которые встречаются в Памфилии. На заседании было прочитано решение Константинопольского собора 426 года о осуждении ереси мессалиан, составленное при Сисинии. Участники Эфесского собора одобрили и подтвердили его правильность. Все подозреваемые в причастности к этой ереси должны были анафематствовать мессалианство; если кто-либо из клириков не хотел это сделать, то таких необходимо было извергнуть из сана; монахов причастных к ереси надо изгнать из монастырей; а все мессалиане должны быть отлучены от Церкви и прокляты. Валериан принёс на заседание собора книгу мессалиан, называемую «Аскетикон» (лат. «Asceticon»). Книга была анафематствована, как составленная еретиками. Собор определил, что если у кого-либо найдется что-нибудь согласное с нечестием евхитов, и то будет проклято.
В 449 году Амфилохий участвовал во Втором Эфесском соборе, на котором поддержал Евтихия и Диоскора, признав их учение православным.
В 451 году Амфилохий участвовал в Халкидонском соборе, на котором решения Второго Эфесского собора были отменены, а Евтихий и Диоскор были объявлены еретиками и преданы анафеме. Как сообщал Захарий Ритор, Халкидонский Символ веры был составлен Феодоритом; для того же чтобы Амфилохий его подписал, Аэций дьякон, помощник Феодорита, бил Амфилохия по голове. 13 октября, когда собирали голоса против Диоскора, только один Амфилохий просил подождать решением 2—3 дня, но и он при окончательном голосовании высказался против Диоскора. На этом же соборе Амфилохия подозревали в монофизитстве и только от него одного потребовали произнести анафему на Евтихия.
В 458 году император Лев I Макелла разослал ко всем епископам послание с вопросами, следует ли признавать решения Халкидонского собора, а Тимофея следует ли признавать законным патриархом Александрии. Амфилохий, написал послание императору, в котором твёрдо высказался против рукоположения Тимофея, так как оно неканоничное. Евагрий Схоластик писал о том, что из всех епископов, только один лишь Амфилохий высказался против Халкидонского собора; об этом он написал императору в том же послании. В труде Евагрия Схоластика сообщается, что ритор Захарий в своё сочинение включил письмо Амфилохия императору. Послание Амфилохия полностью не сохранилось, сохранился лишь небольшой фрагмент, одна фраза. Этот фрагмент издан в 77 томе Греческой Патрологии. Захарий Ритор, сочинения которого дошло в пересказе поздних авторов, писал о том, что Амфилохий в одиночку показал правду и честность без страха. Он и епископы его области написали решительно императору против решения Халкидонского собора и против томоса папы Льва I, рассказывая о насилии и пристрастности происходившего на Халкидонском соборе. Амфилохий просил императора отменить решения Халкидона, поскольку они были причиной преткновения для верующих, а также создавали путаницу. В результате своих действий Амфилохий находился в опасности, которая исходила от несторианской партии, вследствие злобы и предательства со стороны партии по отношению к нему; он был единственным из всех епископов, который имел смелость поносить Халкидонский собор и томос папы Льва I. Аспар, который был арианином, просил для Амфилохия сохранить безопасность, считая что такой честный священник не должен подвергаться риску. Таким образом, действительно, Амфилохий избежал опасности. О неправомыслящих, то есть признающих Халкидонский собор, Амфилохий писал: «Они прибегнут к некоторым учителям, говорившим о двух природах»., эта цитата единственное что сохранилось из письма Амфилохия императору Льву. Фраза входит в так называемый сборник авторов «Леонтий Византийский», изданный в 86 томе Греческой Патрологии.
В 475 году в Константинополе произошёл дворцовый переворот: власть захватил Василиск, отнявший престол у Зенона и ставший императором. В этом же году Василиск издал окружное послание «Энкиклион», в котором признавались два Эфесских Собора: Эфесский собор и Второй Эфесский собор, но решительно осуждались все нововведения Халкидонского собора и предавались анафеме как его вероопределения, так и томос папы Льва I. «Энкиклион» подписали 500 епископов, включая Амфилохия. «Энкиклион» натолкнулся на решительное противоборство столичного монашества и патриарха Акакия. Император, напуганный волнениями в столице, издал «Антиэнкиклион», перечеркивавший основные положения «Энкиклиона». Он предложил его подписать иерархам. Епископы снова подписали
«Антиэнкиклион», за исключением двух человек — Амфилохия Сидского и Епифания Магдалинского.